# Bataille de la baie de Manille
Pour les articles homonymes, voir Bataille de Manille.
Guerre hispano-américaine
Batailles
Théatre atlantique :

Cuba :
- Cardenas (1re)
- Cardenas (2e) (en)
- Cardenas (3e)
- Cienfuegos (1re)
- USS Merrimac
- Baie de Guantanamo (en)
- Fort Toro
- Cienfuegos (2e) (en)
- Las Guasimas
- Manzanillo (1re) (en)
- Tayacoba (en)
- Aguadores (en)
- El Caney
- San Juan
- Manzanillo (2e) (en)
- Aguacate
- Santiago de Cuba (1re)
- Santiago de Cuba (2e)
- Manzanillo (3e) (en)
- Baie de Nipe (en)
- Manimani (en)
- Manzanillo (4e) (en)

Porto Rico :
- Campagne de Porto Rico (en)
- San Juan de Porto-Rico

Théatre pacifique :

Philippines :
- Baie de Manille
- Santa Cruz (en)
- Baler
- Manille (en)

Guam :
- Capture de Guam (en)

La bataille de la baie de Manille ou bataille de Cavite (en anglais Battle of Manila Bay, en espagnol Batalla de Cavite) se déroula le 1er mai 1898, durant la guerre hispano-américaine. L'Asiatic Squadron de l'United States Navy, commandé par le commodore George Dewey, engagea la flotte espagnole commandée par l'amiral Patricio Montojo y Pasarón et la détruisit en ne perdant qu'un seul homme, victime d'une crise cardiaque.
La bataille se déroula dans la baie de Manille aux Philippines et le fut le premier engagement d'importance dans la guerre hispano-américaine.

## Historique

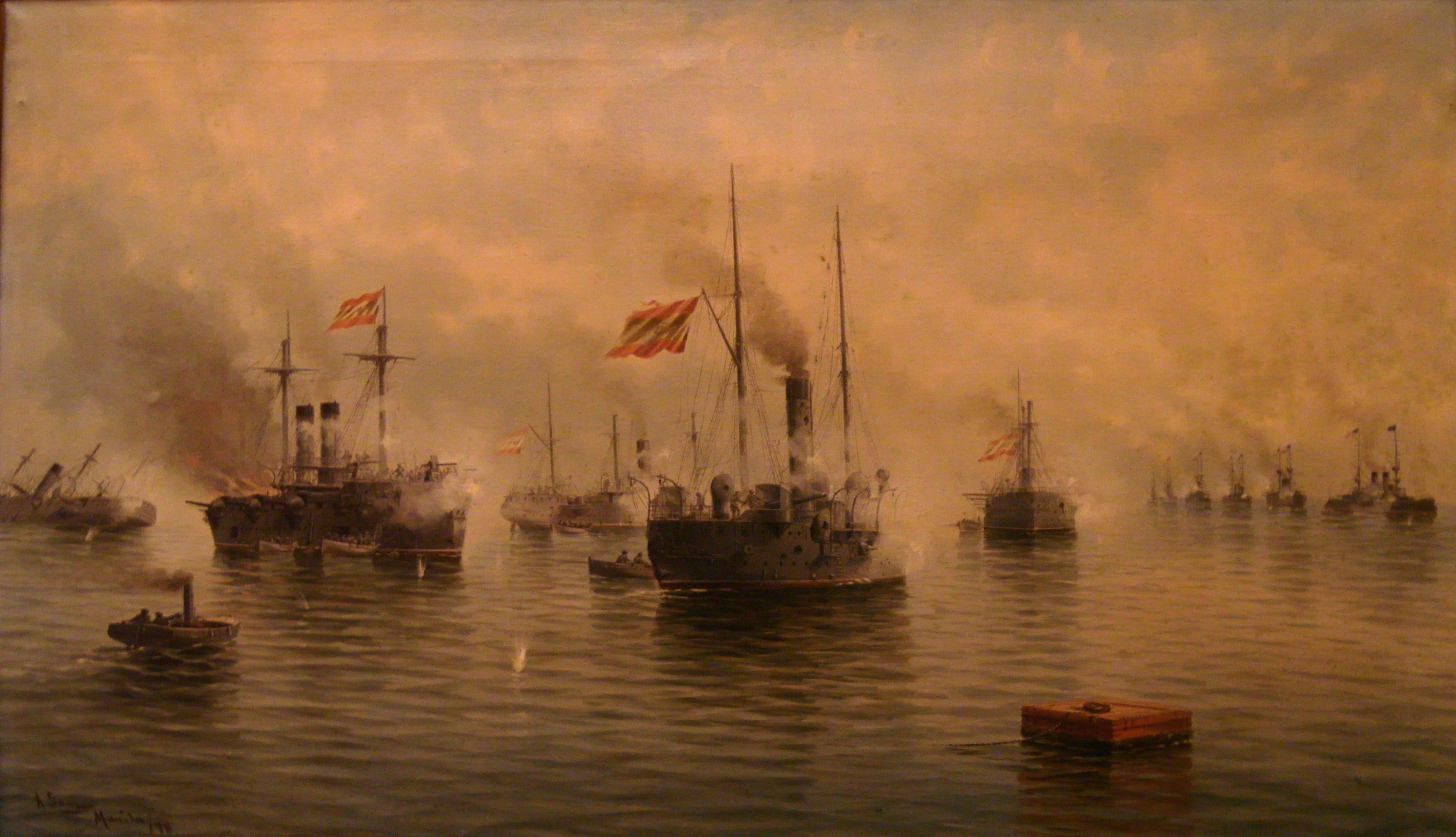
Huile sur toile du peintre espagnole Ildefonso Sanz Doménech représentant la bataille.

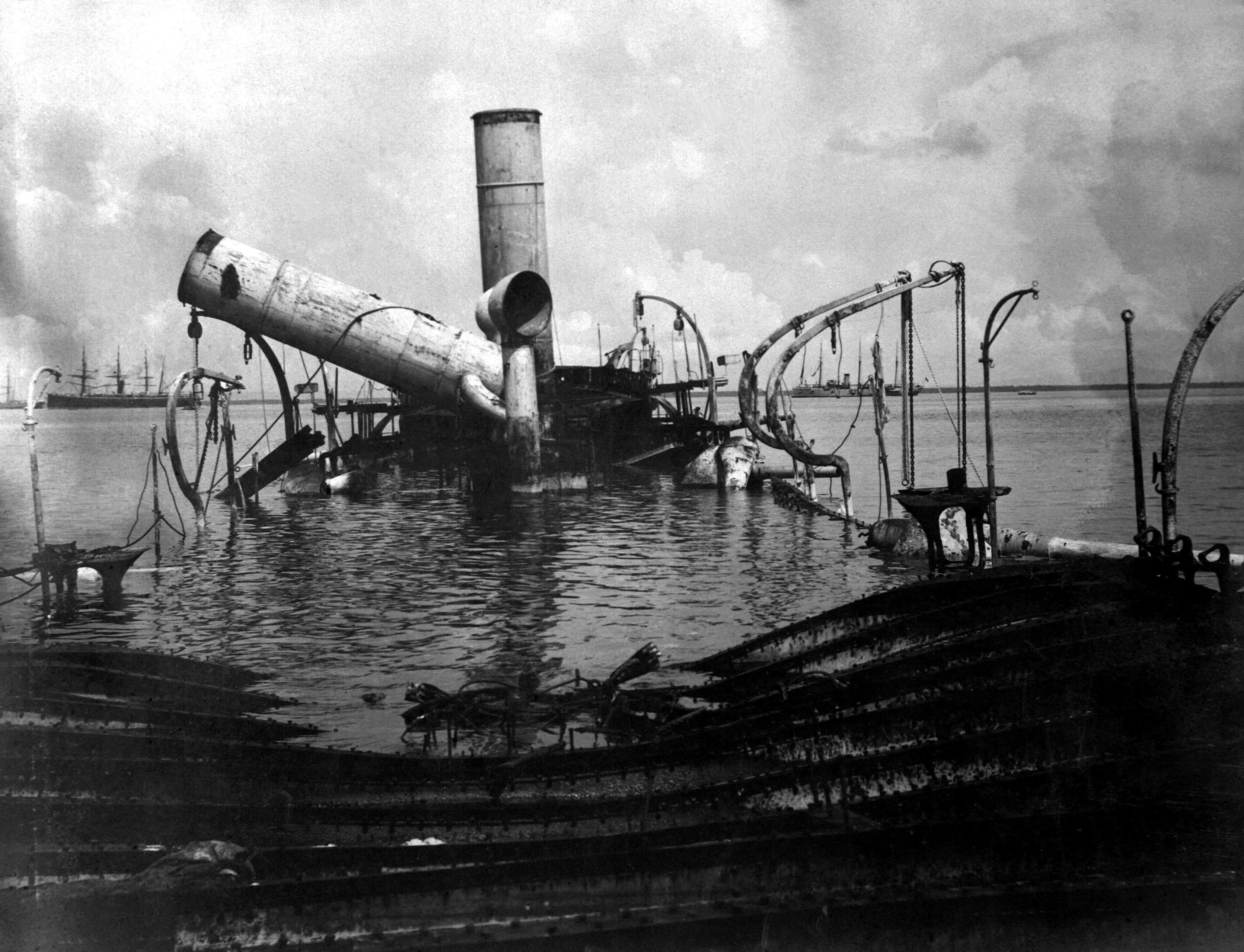
Le navire amiral espagnol Reina Cristina (croiseur), un croiseur non protégé de 3000 t. après les combats.

Le commodore George Dewey avait fait de l'USS Olympia son navire amiral en 1897.
Il se trouvait à Hong Kong pour soumettre à un entraînement intensif les quatre croiseurs et les deux canonnières dont il disposait lorsqu'il apprit l'état de guerre le 25 avril 1898.
Conformément au plan prévu dans ce cas de figure, il devait trouver et détruire la flotte espagnole des Philippines. Il fit alors route vers l'île de Luçon, qu'il atteignit le 30 avril 1898. La baie de Subic étant vide, il poursuivit sa route vers Manille.
L'escadre de la marine espagnole de l'amiral Patricio Montojo y Pasarón était au mouillage dans le port.
La force de la flotte américaine, à l'exception des transports non combattants, s'élevait à 21 410 tonnes, 49 290 chevaux-vapeur, 163 canons (dont beaucoup à tir rapide), 1 750 hommes d'équipage, et d'une vitesse moyenne d'environ 17 nœuds. La puissance des cinq navires espagnols qui ont effectivement participé à la bataille représentait 10 111 tonnes, 11 200 chevaux-vapeur, 76 canons (très peu à tir rapide), 1 875 membres d'équipage et une vitesse maximale de 12 nœuds.
À l'aube du 1er mai 1898, la flotte américaine fut en vue de son adversaire et mit tous ses bâtiments hors de combat en deux temps, par une attaque classique qui débuta lorsque la distance entre les flottes atteignit 1 500 yards (1 400 m).
La bataille débuta à 5 h 40 et se termina 12 h 45, la flotte américaine en ligne de bataille avait fait cinq tours complets dans la baie et envoyé la totalité des navires espagnols par le fond.
171 coups au but américains furent enregistrés contre 15 impacts de la part de l'artillerie navale espagnole. Les pertes espagnoles s'élevaient à 167 hommes tués et 214 blessés contre neuf blessés dans les rangs de l'US Navy. L'ingénieur en chef sur le USS McCulloch est décédé d'une crise cardiaque et le capitaine Gridley de l'USS Olympia, déjà gravement malade, mourra environ un mois après la bataille, son état s'étant aggravé par ses heures passées au poste de commandement de son navire par cette chaude journée.
L'artillerie côtière du fort de Sangley Point défendant la baie de Manille ouvrit le feu plusieurs fois avant d'être réduite au silence ainsi que quatre canons de 6 pouces situés sur la plage.
La garnison de Cavite hissa un drapeau blanc à environ 12 h 15. La base navale était aux mains des Américains et ses fortifications détruites, la garnison espagnole fut libérée sous condition.
La route était grande ouverte aux contingents de l'US Army et de l'USMC partis de San Francisco et, après la capitulation de Manille le 13 août 1898, l'occupation des Philippines fut effective.

## Ordre de bataille

### États-Unis
Croiseurs protégé:
- USS Olympia (Navire amiral)
- USS Baltimore (en)
- USS Raleigh (en)
- USS Petrel (en)

Canonnières :
- USS Concord (en)
- USS Boston

Côtre : 
- Revenue Cutter McCulloch (en) (Avait pour ordre de se tenir hors de l'action principale en raison de son armement léger et de son absence de blindage, son chef mécanicien est mort d'une crise cardiaque)

Cargos :
- SS Nanshan (vapeurs britanniques achetés pour le transport de charbon et de fournitures)
- SS Zafiro

### Espagne
Croiseur non protégé:

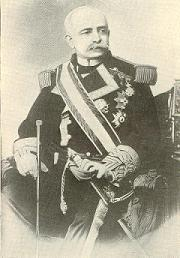
Photo de l'amiral espagnol Patricio Montojo. Ce vétéran de la guerre hispano-sud-américaine passa en cour martiale après sa défaite et fut emprisonné quelque temps.

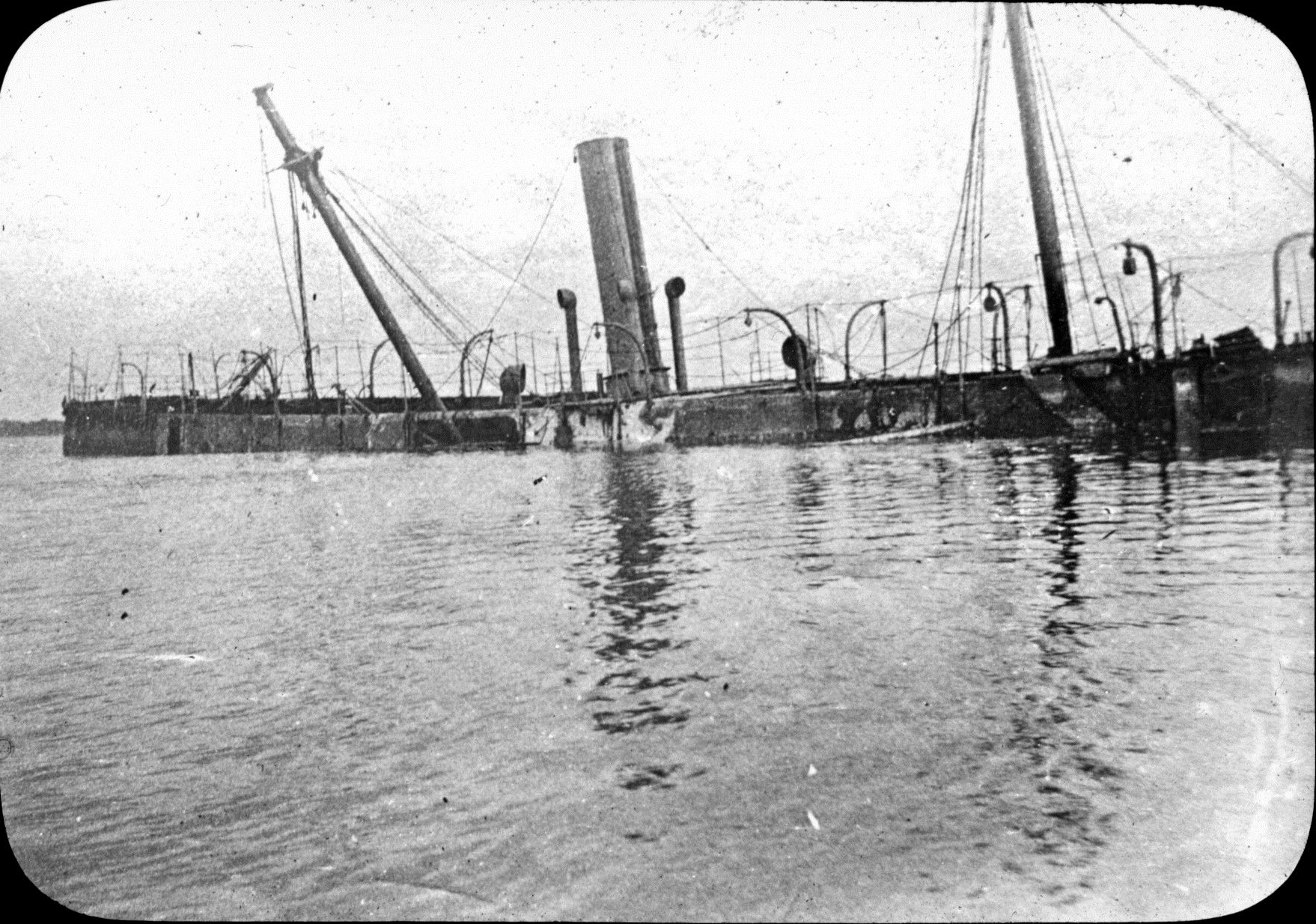
Épave du croiseur de 1150 t. espagnol Velasco

- Classe Reina Cristina: Reina Cristina (navire amiral)
- Classe Velasco: Don Antonio de Ulloa, Don Juan de Austria , Velasco (en réparations, sans moteurs ni artillerie)
- Classe Aragón: Castilla

Croiseur protégé:
- Classe Isla de Luzón: Isla de Cuba, Isla de Luzón

Canonnières :
- General Luzo
- Marcis del Ducro
- Elcano
- Argus

Navire de transports :
- Isla de Mindanao
- Manila [4]

Des petites unités tel le torpilleur Barcelo et la canonnière Callao furent capturées par les forces américaines et immédiatement intégrées dans leur flotte.